# Dales Island
Dales Island ist eine kleine Insel des William-Scoresby-Archipels vor der Küste des ostantarktischen Mac-Robertson-Lands. Sie liegt dort 1,5 km nördlich von Warnock-Inseln.
Entdeckt und benannt wurde die Insel im Februar 1936 von Teilnehmern der britischen Discovery Investigations an Bord des Forschungsschiffs RRS William Scoresby. Namensgeber ist Bernard Dales (1889–1978), Leitender Ingenieur auf diesem Schiff.